# Драч Сергій Васильович
Сергій Васильович Драч (нар. 27 березня 1964, смт Голованівськ, Кіровоградська область) — перший заступник Голови Державної архітектурно-будівельної інспекції України.

## Освіта
У 1986 році здобув освіту у Київському ордена Трудового Червоного Прапора інженерно-будівельному інституті, отримавши кваліфікацію інженера-будівельника.
У 2007 році закінчив Національну академію державного управління при Президентові України за спеціальністю «Державне управління».

## Трудова діяльність
З серпня 1986 року — інженер виробничого відділу, майстер будівельного в будівельному управлінні № 44 тресту «Київміськбуд-4».
В 1987 році був призваний до лав Збройних сил СРСР. Службу проходив як лейтенант інженерних військ.
Після служби в армії працював інженером, майстром, виконробом, головним інженером, начальником управління та віце-президентом Головкиївміськбуду (АТХК) «Київміськбуд» в м. Києві.
27 лютого 2008 — 14 квітня 2010 — заступник Міністра України у справах сім'ї, молоді та спорту.
З 2010 по 2011 роки працював на посаді віце-президента акціонерного товариства холдингової компанії «Київміськбуд».
У 2011 році — гендиректор «Інтергал-Буд».
З 2012 року по 2013 рік — головний інженер товариства з обмеженою відповідальністю «Житло-Буд».
З 2013 року працював на посаді заступника директора товариства з обмеженою відповідальністю "Інвестиційно-будівельної компанії «Інтеграл-груп».

## Сімейний стан
Одружений, має двох дітей.

## Нагороди та почесні звання
- Заслужений будівельник України (2003).